# Ctenitis ampla
Ctenitis ampla är en träjonväxtart som först beskrevs av Alexander von Humboldt, Amp; Bonpl. och Carl Ludwig Willdenow, och fick sitt nu gällande namn av Ren-Chang Ching. Ctenitis ampla ingår i släktet Ctenitis och familjen Dryopteridaceae. Inga underarter finns listade.